# The Document Foundation
The Document Foundation je nadace, která zastřešuje vývoj kancelářského balíku LibreOffice a Document Liberation Project.

## Historie
LibreOffice byl založen členy komunity kancelářského balíku OpenOffice.org, kteří nesouhlasili s tehdejší situací v projektu, kdy společnost Oracle začala požadovat od vývojářů OpenOffice postoupení autorských práv ve prospěch společnosti. Nový balík se brzy začal rychle rozvíjet a i přesto, že byl později OpenOffice.org předán nadaci Apache a stal se tak opět zcela svobodným. LibreOffice ho v současnosti (2014, verze 4.2) ve vývoji, funkcích i efektivitě předčí. Formálně je mezinárodní nadace registrována v Německu, založení bylo oznámeno 28. září 2010 a oficiálně založena byla 17. února 2012.

## Orgány nadace
Členy nadace se mohou stát jednotlivci, kteří svou činností přispívají do projektů nadace. Tito členové volí 7členný řídicí orgán Board of Directors a 5členné Membership Committee, které přijímá nové členy a obnovuje stávající členství. Oba orgány mají dvouleté funkční období. Kromě nich existuje poradní Advisory Board, jehož členy jsou společnosti, jde například o Red Hat, Google, AMD nebo Free Software Foundation.